# Haas’sche Schriftgiesserei
Die Haas’sche Schriftgiesserei war eine Schriftgiesserei in Basel und Münchenstein.

Haas’sche Schriftgiesserei in Münchenstein

## Unternehmensgeschichte
Das Unternehmen ging zurück auf Johann Jakob Genath der Ältere, der in Basel eine Druckerei mit Schriftgiesserei besass. In dritter Generation unter Johann Rudolf Genath ging es 1740 über auf Johann Wilhelm Haas aus Nürnberg, der 1718 in die Schriftgiesserei eingetreten war. 1758 wurde Johann Wilhelm Haas Basler Bürger.
Sein Sohn Wilhelm Haas-Münch erfand eine verbesserte Handpresse aus Metall und erweiterte den Betrieb um eine Druckerei. Dank der von ihm und seinem Sohn Wilhelm Haas-Decker eingeführten typografischen Erneuerungen und dem gezielten Aufbau internationaler Geschäftsbeziehungen entwickelte sich das Unternehmen zur führenden Schriftgiesserei der damaligen Schweiz und zu den bedeutendsten in Europa. Ab 1786 wurde der Betrieb unter dem eigenen Namen geführt. Im Jahr 1852 wurde die Schriftgiesserei von den Söhnen des jüngeren Wilhelm, Georg Wilhelm Haas und Karl Eduard Haas, verkauft.

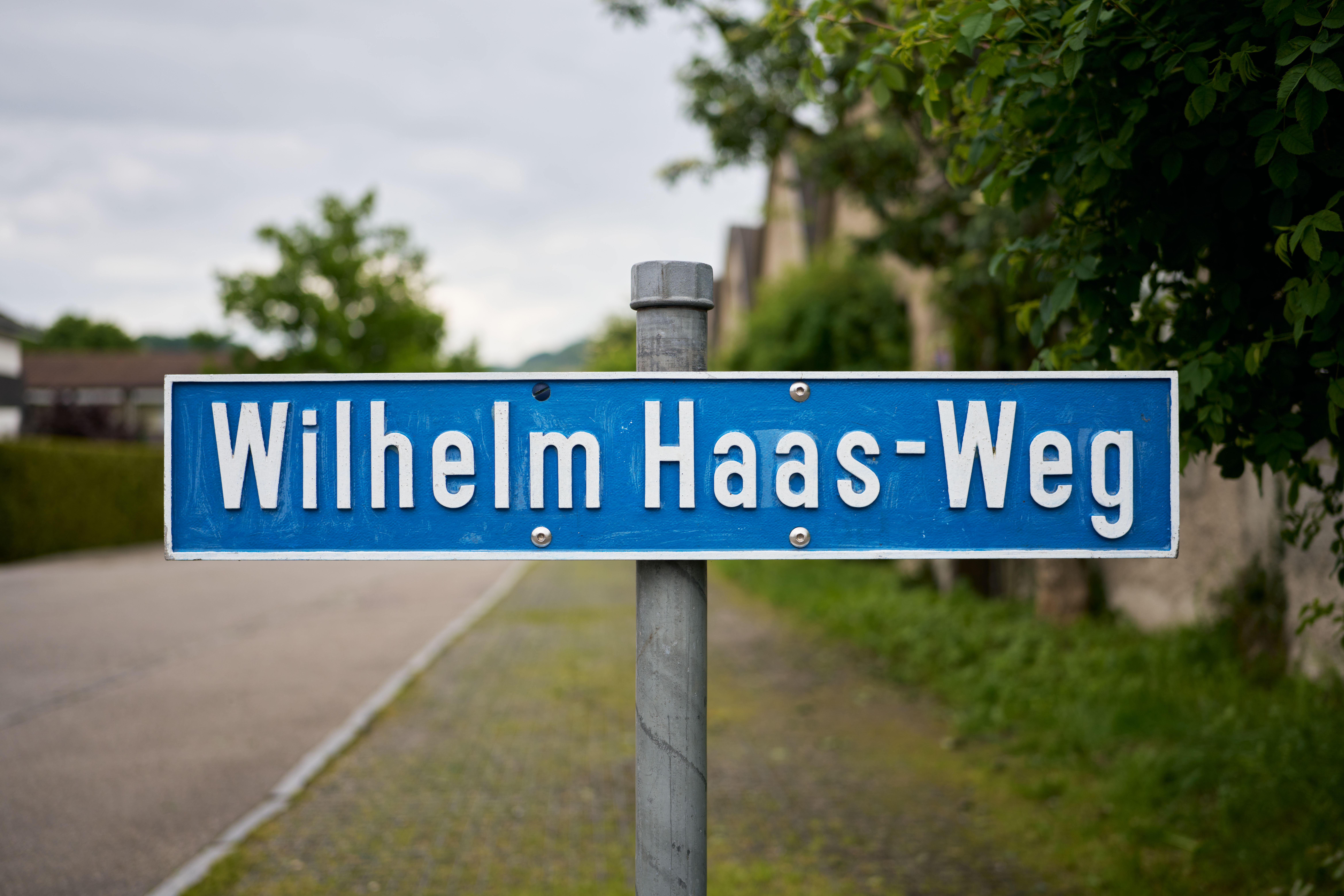
Wilhelm Haas-Weg in Münchenstein

Im 20. Jahrhundert wurde die Haas’sche Schriftgiesserei massgeblich von Eduard Hoffmann geprägt. Dieser leitete von 1937 – anfangs gemeinsam mit Max Krayer – bis zu seiner Pensionierung 1965 die Geschäfte. 1968 übernahm sein Sohn Alfred Hoffmann die Leitung der Firma. 1927 war der Betrieb in eine Aktiengesellschaft umgewandelt worden. Hauptaktionäre waren die D. Stempel AG und die H. Berthold AG. 1954 übernahm Stempel einen Teil der vormals von Berthold gehaltenen Aktien und wurde Mehrheitsaktionär. Das Hauptgeschäft der Haas’schen Schriftgiesserei lag auf der Gestaltung und Produktion von Schriften für den Bleisatz. Seit den 1950er Jahren wurden aber vermehrt auch Schriftentwürfe für Dritte lizenziert. In seiner Hochzeit in den 1960er Jahren zählte das Unternehmen Rund 120 Angestellte.
Zu den erfolgreichsten für die Giesserei geschaffenen Entwürfen zählt neben der Clarendon-Schriftfamilie, zweifellos die 1956 als Neue Haas Grotesk veröffentlichte Helvetica. Weitere bedeutende Schriften sind eine von Edmund Thiele geschnittene Bodoni, die Diethelm-Antiqua von Wilhelm Diethelm, Bravo von Emil Neukomm, Graphique von Hermann Eidenbenz, ITC Novarese von Aldo Novarese und Unica von André Gürtler, Christian Mengelt und Erich Gschwind.
Im Jahr 1989 übernahm Linotype die Haas’sche Schriftgiesserei. Der Betrieb in Münchenstein wurde stillgelegt. In das ehemalige Giessereigebäude zog die Rudolf Steiner Schule Münchenstein ein.

## Architektur
Das eigenwillige Fabrikgebäude, das für die Schriftgiesserei 1921 in Münchenstein errichtet wurde, stammt vom Architekten Karl Gottlieb Koller, der sich zuvor einen Ruf mit grossen Hotelanlagen im Engadin geschaffen hatte. Charakteristisch sind die Dächer einzelner, zu einer Halle aneinandergereihter Häuschen, deren parabelförmige Kreuzgratgewölbe auf Pfeilern ruhen. In den Zwickeln der Dächer liegen Dachfenster, um genügend Tageslicht für die Arbeit der Schriftgiesser zu haben.